# El valle de la violencia
El valle de la Violencia (originalmente en inglés, Shenandoah), es una película estadounidense dirigida por Andrew V. McLaglen y estrenada en 1965.

## Argumento
La historia transcurre durante la guerra de Secesión (1861-1865). Charlie Anderson (James Stewart) es un viudo y padre de familia numerosa, tiene una granja en Virginia . Por ser contrario a la esclavitud, está firmemente decidido a mantenerse al margen de la guerra civil, pese a las presiones que soporta, incluso por parte de algunos de sus hijos.

## Reparto
El reparto está compuesto por:
- James Stewart : Charlie Anderson
- Doug McClure : Sam
- Glenn Corbett : Jacob Anderson
- Patrick Wayne : James Anderson
- Rosemary Forsyth : Jennie Anderson
- Phillip Alford : Boy Anderson
- Katharine Ross : Ann Anderson
- Jim McMullan : John Anderson
- Tim McIntire : Henry Anderson
- Eugene Jackson : Gabriel
- Paul Fix : doctor Tom Witherspoon
- Denver Pyle : pastor Bjoerling
- George Kennedy : coronel Fairchild
- James Best : Carter (soldado rebelde)
- Tom Simcox : teniente Johnson
- Berkeley Harris : capitán Richards
- Harry Carey Jr. : Jenkins (soldado rebelde)
- Kevin Hagen : Mule (desertor rebelde)
- Dabbs Greer : Abernathy
- Strother Martin : conductor del tren
- Kelly Thordsen : agente Carroll

### Actores no acreditados
- Edward Faulkner : un sargento del Unión
- Gregg Palmer : un guarda

## Premios y nominaciones

### Nominaciones
- 1966: Nominación al Oscar al mejor sonido por Waldon O. Watson[4]
- 1966: Nominación al Globo de Oro a la nueva estrella del año femenina para Rosemary Forsyth[5]
- 1966: Laurel de oro al mejor drama[5]

## Adaptación
La película fue adaptada a un musical de Broadway en 1975, que le valió a John Cullum su primer premio Tony al mejor actor protagonista.